# Emmanuel Buenzod
Emmanuel Buenzod (* 4. November 1893 in Morges, Kanton Waadt; † 22. September 1971 in Vevey) war ein Schweizer Schriftsteller und Literaturkritiker.

## Leben

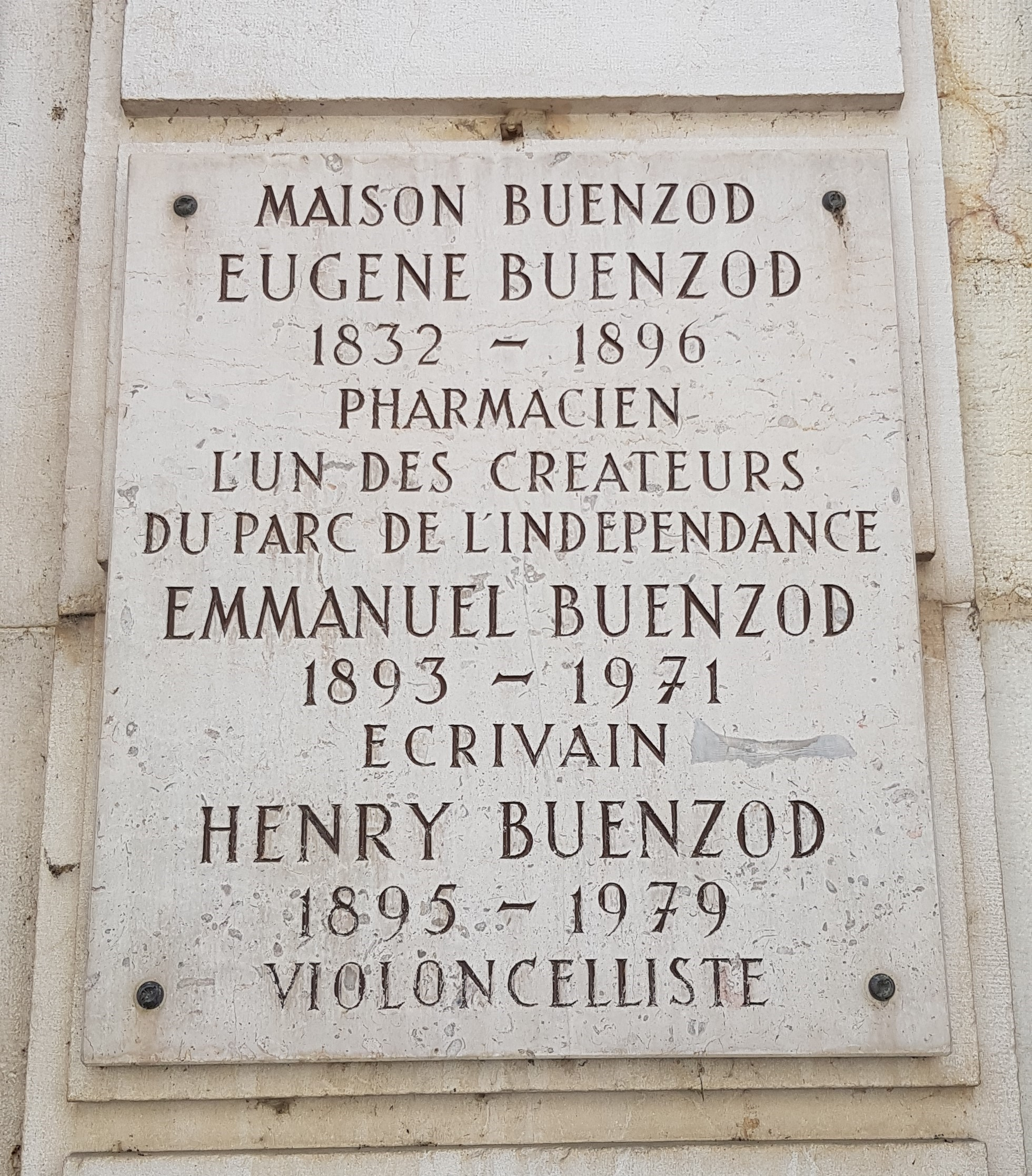
Gedenktafel am Haus Rue de Alpes 1 in Morges

Emmanuel Buenzod, Sohn eines Apothekers, studierte Französische Literatur an der Universität Lausanne. Von 1918 bis 1954 war er als Französisch- und Lateinlehrer am Gymnasium in Vevey tätig. Für Zeitungen und Zeitschriften verfasste er insgesamt rund 1800 Beiträge zu Literatur und Musik.
Sein literarisches Werk umfasst hauptsächlich Romane und Erzählungen sowie Biografien klassischer Komponisten.

## Auszeichnungen
- 1953: Gesamtwerkspreis der Schweizerischen Schillerstiftung
- 1961: Prix des écrivains vaudois

## Werke

### Prosa
- Pour Copie conforme..., Lausanne 1918.
- Le beau pays, Lausanne 1920.
- La fête des hommes, Lausanne 1923.
- Ainsi la vie..., suivi de Histoires immobiles, Lausanne 1924.
- Les heures profondes, Paris 1928.
- Le Regard baissé, Paris 1930.
- Boabdil Nux, Roi du Violon, suivi de Histoire de Lénore, Paris 1931.
- Comme un air oublié, Neuenburg 1933.
- Ciel vide, Paris 1934.
- Les souffles de la nuit, Paris 1934.
- Été 39, Neuenburg 1940.
- Soeur Anne, Neuenburg 1941.
- Les îles de mémoire, Lausanne 1944.
- Les impurs, Freiburg 1946.
- Album de famille, Lausanne 1957.
- Gens de rencontre, Neuenburg 1958.
- Nouvelles vaudoises, Biel 1961.
- Mainmise, Neuenburg 1964.
- Un monde fou, Neuenburg 1964.
- En battant la semelle. SJW, Zürich 1965.
- Petite banlieue, Lausanne 1969.
- Les ombres heureuses, Neuenburg 1973.

### Lyrik
- Le canot ensablé, suivi de Petits proses, Neuenburg 1921.

### Essays
- C.-F. Ramuz, Lausanne 1928.
- Mozart, Paris 1930.
- Pouvoirs de Beethoven, Paris 1936.
- Franz Schubert, Paris 1937.
- Musiciens, 2 Bände, Lausanne 1945/49.
- Robert Schumann, Paris 1965.
- César Franck, Paris 1966.
- Henri de Régnier, Avignon 1966.